# 山内神社

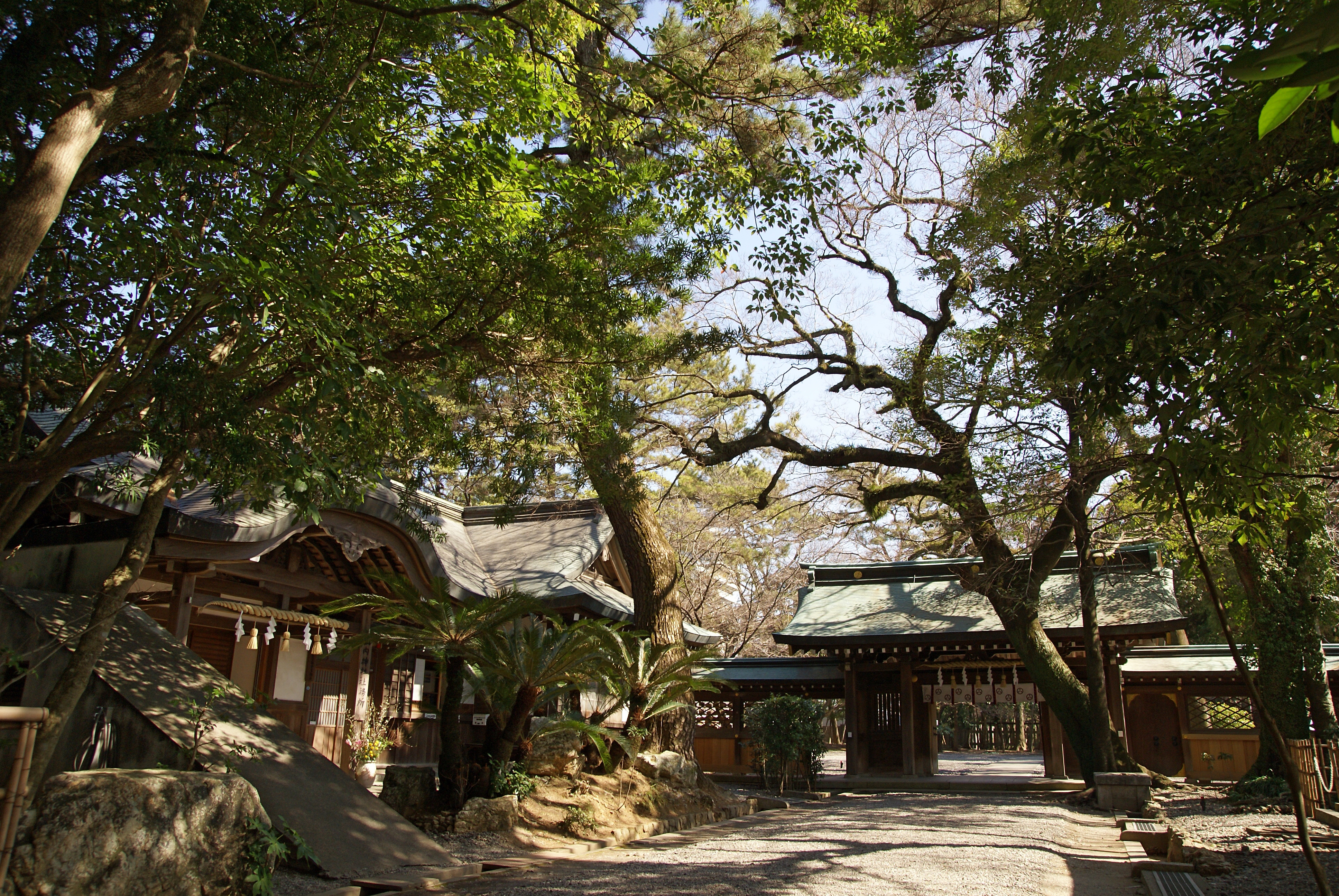
社務所、西神門

山内神社（やまうちじんじゃ）は、高知県高知市にある神社である。土佐藩初代藩主山内一豊、同夫人、および土佐藩歴代藩主を祀る。旧社格は別格官幣社で、現在は神社本庁などに属さない単立神社となっている。江戸時代後期から明治時代初期に流行した藩祖を祀った神社のひとつ。

## 歴史
文化3年（1806年）、土佐藩10代藩主豊策により、初代藩主の一豊とその夫人の見性院（千代）、2代藩主忠義を祀るために高知城内に造営された藤並神社に始まる。当時、初代藩主を神として祀ることが各藩で行われていた。天保6年（1835年）、「藤並大明神」の神号が贈られた。
明治4年（1871年）、土佐藩最後（16代）の藩主で、初代藩知事となった豊範が、藤並神社の御旅所であった現在地に山内神社を創建し、3代忠豊から14代豊惇までの霊を祀った。翌明治5年（1872年）、山内神社は高知県庁に引き渡され、村社に列格した。
昭和7年（1933年）、15代豊信（容堂）・16代豊範の明治維新での功績を顕彰する神社を新たに造ることとなり、山内神社に祀られていた歴代藩主の霊を藤並神社に遷座し、新しい社殿を造営した。昭和10年（1935年）4月に竣工し、豊信・豊範を祀る「別格官幣社山内神社」として創建された。
昭和20年（1945年）、戦火により両神社とも焼失し、以降、仮宮で祭祀が行われていた。昭和45年（1970年）、社殿を再建して藤並神社を合祀し、土佐藩歴代のすべての藩主を祀る神社となった。平成2年（1990年）、高知城内にあった熊野・春日・住吉の三社を境内に遷座した。

## 周辺
- 旧山内家下屋敷長屋（隣接）
- 土佐山内家宝物資料館（隣接）
- 鏡川（隣接）
- 旧山内家下屋敷長屋（国の重要文化財）
- 高知市立龍馬の生まれた町記念館

## 関連図書
- 二六興信所編纂　山田米吉 編『勤王事蹟別格官幣社精史』二六興信所、1935年、104-107頁。
- 井野辺茂雄『容堂公と政権返上の建白』山内神社、1940年。
- 白井永二・土岐昌訓 編『神社辞典』東京堂出版、1979年、243頁。